# جفعات يشعياهو
جفعات يشعياهو ( (بالعبرية: גִּבְעַת יְשַׁעְיָהוּ) هو موشاف في وسط إسرائيل تقع في وادي السنط على بعد حوالي 10 كيلومترات جنوب بيت شيمش، ويقع ضمن اختصاص مجلس مقر يهودا الإقليمي. في عام 2017 كان عدد سكانه 846 نسمة.

## التاريخ
تم إنشاء جفعات يشعياهو عام 1958 من قبل مهاجري المجر، وأعضاء في حركة الشباب الصهيوني وتمت تسميته على اسم الباحث يشعياهو بريس، وتم بناؤه على أرض قرية عجور الفلسطينية المهجرة. في عام 2016، تم نقل المعالم الرومانية القديمة من الطريق السريع 38 إلى حديقة أثرية في ضواحي جفعات يشعياهو.
يدير جفعات يشعياهو، الذي تحيط به مصانع ومكابس النبيذ القديمة، مصنعًا ينتج الزبيب رغم أن معظم الزبيب في إسرائيل اليوم مستورد من كاليفورنيا.